# آموس أتكينسون بليس
آموس أتكينسون بليس هو سياسي كندي، (و. 1830 – 1882 م).